# Oude binnenstad van Bern

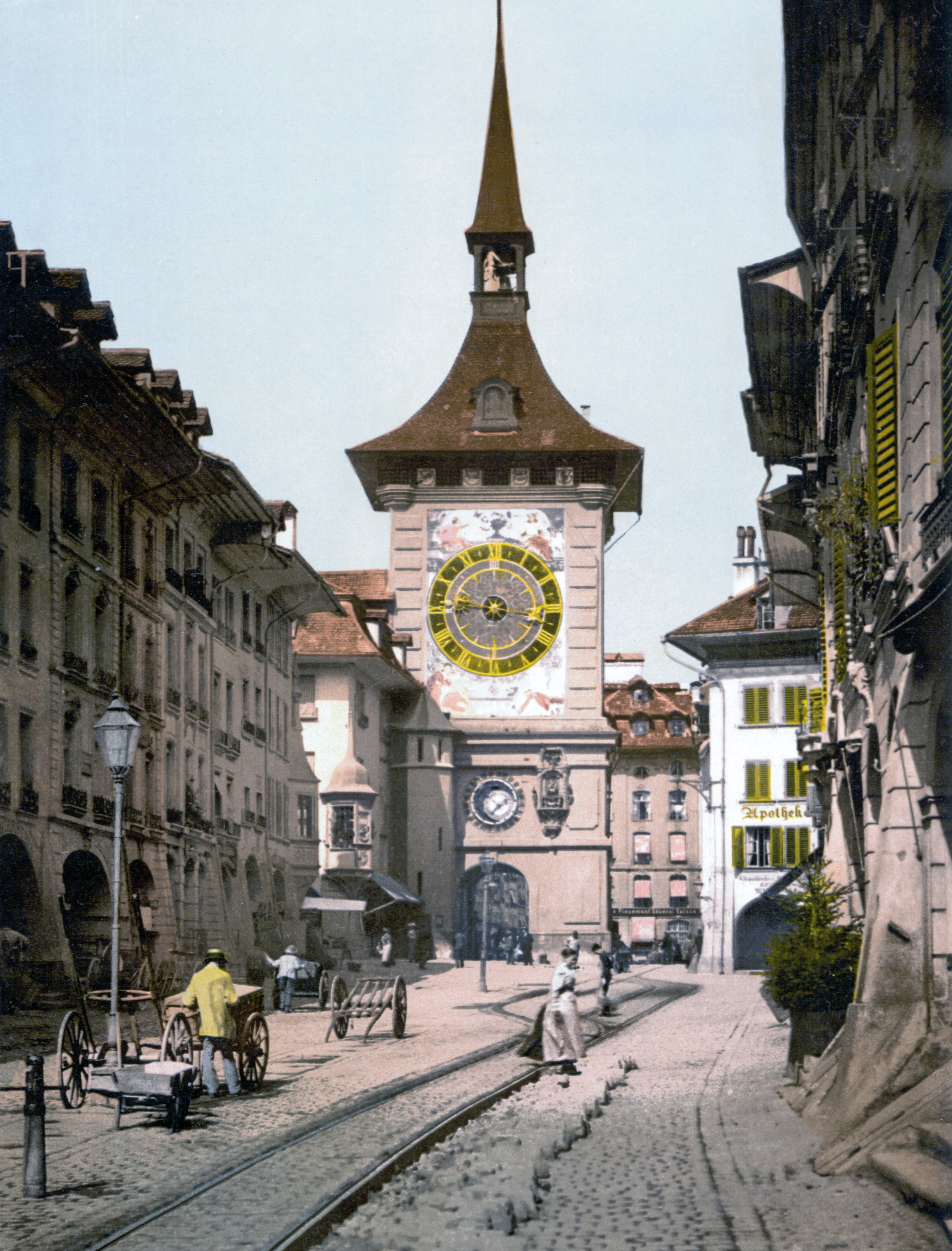
Klokkentoren op een ansichtkaart uit ca. 1900

De oude binnenstad van Bern is sinds 1983 een van de Zwitserse werelderfgoederen op de Werelderfgoedlijst van UNESCO.
In de 12e eeuw, rond 1191, werd de stad Bern door hertog Berthold V van Zähringen gesticht op een strategisch gelegen punt aan de rivier de Aare. De hertog leefde in Fort Nydegg, waaromheen de eerste stad ontstond. Fort Nydegg werd later afgebroken en op deze plaats werd een woonkwartier gebouwd.
Na 1218, toen Bern een vrije stad werd, werd de stad westelijk uitgebreid tot aan de markante klokkentoren, die gebouwd werd van 1218 tot 1256 en gerestaureerd in 1771. De Zytglogge toren was de toenmalige westelijke stadspoort. Op de klok bevindt zich een astronomische kalenderklok.
Toen Bern een protectoraat was van Peter II van Savoye (1255 tot 1265) werd de stad uitgebreid tot de gevangenistoren, gebouwd van 1256 tot 1344 en gerestaureerd in 1643. Deze toren heeft inderdaad als gevangenis gediend van 1641 tot 1897. In 1961 werd een klok op het gebouw gezet.
De laatste middeleeuwse uitbreiding vond plaats in de 14e eeuw tot aan de Christoffeltoren.
Het stadhuis van Bern stamt uit 1406 tot 1416.
Van 1421 tot 1893 (!) werd in fasen de Berner Münster (kathedraal) gebouwd. De bouw werd afgesloten met de Münstertoren, die met 100 meter de hoogste kerktoren van Zwitserland is. Vanuit deze toren heeft men een mooi uitzicht over de Bern, het Mittelland en de besneeuwde bergen van het Berner Oberland.
Elke uitbreiding is te zien in de straten en de bebouwing van Bern. Maar uiteraard hebben latere bebouwingen het stadsbeeld beïnvloed. Bijvoorbeeld de vele fonteinen uit de 16e eeuw. Ook de torens, de stadsmuur en de kathedraal stammen uit deze tijd. In de 17e eeuw werden veel patriciërshuizen van kalksteen gebouwd. Tegen het einde van de 18e eeuw was 80% van de originele gebouwen uit de middeleeuwen vervangen.
Sinds 1848, toen Bern de bondsstad van Zwitserland werd, zijn vele gebouwen ontstaan om deze functie te kunnen uitoefenen: het bondshuis, het kunstmuseum, historisch museum, de universiteit, het gemeentelijk theater, enzovoort.
Men ziet een sterk contrast tussen oude en nieuwe gebouwen, speciaal op het Bubenbergplein, waar het station zich bevindt. Het oude gedeelte wordt goed geconserveerd, hier zijn vele straten alleen toegankelijk voor voetgangers.
De aanvraag om op de werelderfgoedlijst te worden genoemd, werd gebaseerd op het criterium III (C): een unieke of op zijn minst exceptionele getuigenis van een verloren gegane cultuur.